# Angelzoom
Angelzoom je sólový projekt německé zpěvačky Claudie Uhlové. Claudia Uhle (*15. březen 1976 v Berlíně) je bývalým členem německé kapely X-Perience. V roce 2004 se rozhodla vybudovat vlastní projekt a vydala album Angelzoom, v kterém vyniká zejména její vysoko položený operní hlas. Žánr se dá těžko specifikovat, ale nejblíže to má k hudbě zvané New Age a Ambientní hudba.
Celé album bylo vydáno a zkomponováno Berndem Wendlandtem. 4 z 15 písní jsou coververze, které se od originální předlohy natolik liší, že je obtížné to poznat. Na interpretaci mnoha písní se podílelo mnoho různých interpretů jako např. Apocalyptica, Joachim Witt, Letzte Instanz a dalších. Písně jsou většinou nazpívané v angličtině.
Během dubna roku 2005 doprovázela formace Angelzoom Apocalypticu na jejich evropském turné.

## Diskografie

### Singly
- 2004: Fairyland

1. Fairyland (Radio Version)
2. The World Between (Non Album Track)
3. Sapphire Sky (Non Album Track)
4. Fairyland (Blutengel Club Mix)
5. Fairyland (Sacrifight Army Remix / Guitars On Front)

- 2005: Back in a moment (feat. Joachim Witt)

1. Back In The Moment (Single Version)
2. Back In The Moment (Piano Version)
3. Back In The Moment (Ambient Crossover Mix)
4. Infinite (Non Album Track)
5. Blasphemous Rumours
6. Back In The Moment (Alternative Radio Version)

### Alba
- 2004: Angelzoom

1. Turn The Sky 	(feat. Apocalyptica)
2. Back In The Moment (feat. Joachim Witt)
3. Blasphemous Rumours (Depeche Mode coververze)
4. Otium
5. Falling Leaves
6. Guardian Angel
7. Crawling (Linkin Park coververze)
8. Bouncing Shadows
9. Fairyland
10. Dream In A Church (feat. Letzte Instanz)
11. Lights
12. Newborn Sun (feat. Milù of Mila Mar)
13. Into My Arms (Deine Lakaien cover) (feat. Roedernallee)
14. Christmas Dreams
15. Peace Of Mind (Bonus)